# Felix Genzmer (Architekt)

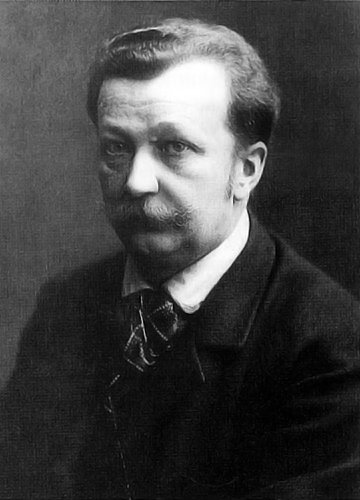
Felix Genzmer, um 1900

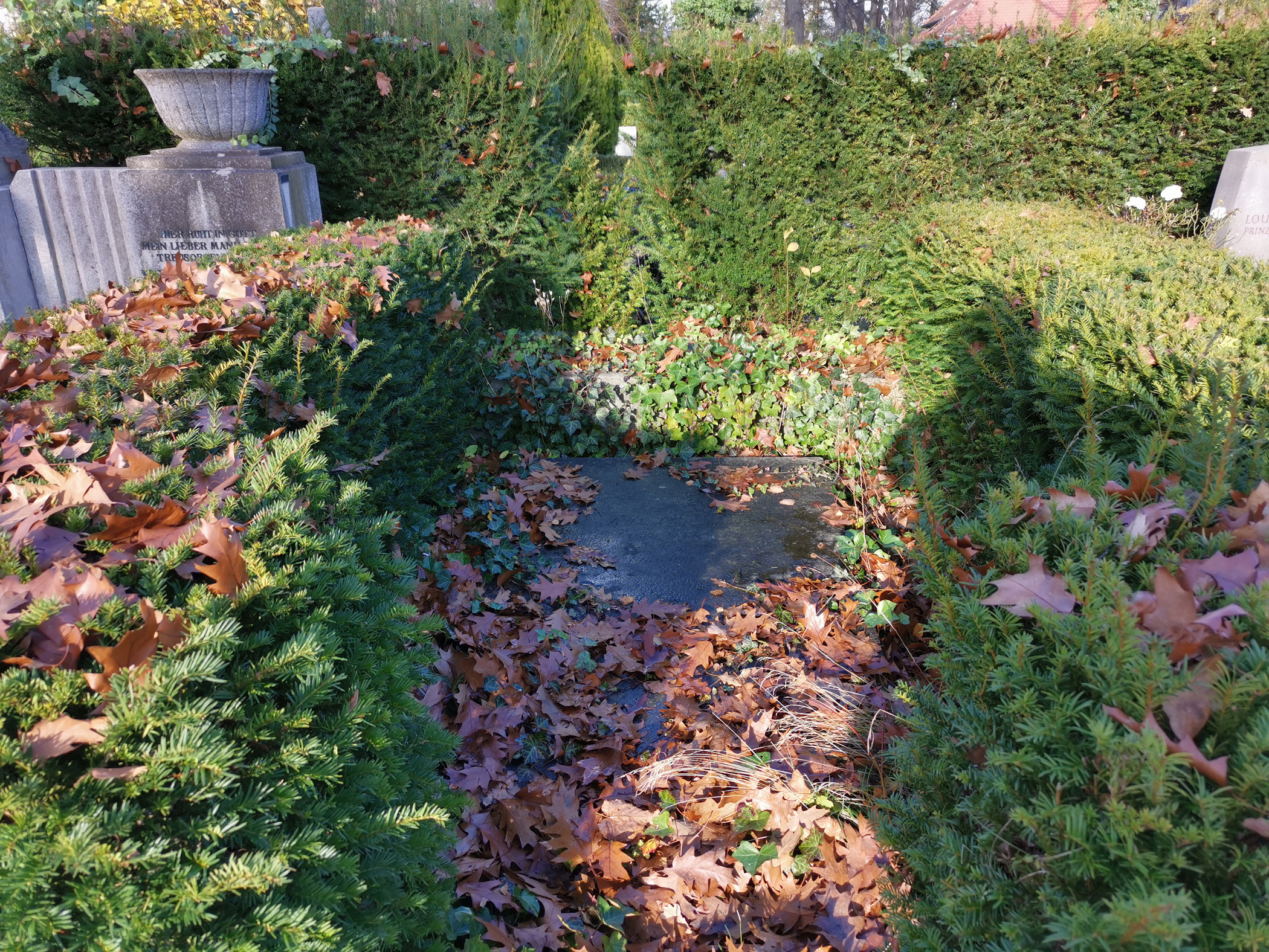
Grab auf dem Friedhof Berlin-Dahlem, Feld 1

Felix August Helfgott Genzmer (* 22. November 1856 in Labes, Pommern; † 6. August 1929 in Berlin-Dahlem) war ein deutscher Architekt, Baubeamter und Hochschullehrer. Er war ein bedeutender Vertreter des Späthistorismus und arbeitete vor allem in Wiesbaden und Berlin.

## Leben und Wirken
Als Stadtbaumeister von Wiesbaden war er 1894 bis 1903 für große Teile der damaligen Stadtplanung verantwortlich (siehe dazu Feldherrenviertel, Rheingauviertel, Dichterviertel) und entwarf viele Gebäude selbst, darunter mehrere Schulen, das Foyer des Staatstheaters (1902), das Römertor (1902) sowie Platzgestaltungen wie die Marktunterkellerung (1899–1901), den Landschaftspark im Dambachtal und Versorgungsbauten. Durch sein Wirken prägte er wesentlich das Stadtbild der heutigen hessischen Landeshauptstadt.
Als Nachfolger von Julius Raschdorff wurde Felix Genzmer 1903 aus Wiesbaden auf den Lehrstuhl für Städtebau und farbige Dekoration an der Architektur-Abteilung der Technischen Hochschule Charlottenburg berufen, der als erster dieser Art in Preußen auf seinen Wunsch hin eingerichtet wurde. Gemeinsam mit seinem Kollegen Josef Brix (1859–1943), der das Fach Städtebau in der Abteilung für Bauingenieurwesen vertrat, gründete Genzmer im Wintersemester 1907/1908 das Seminar für Städtebau.
In Berlin war er vor allem als Architekt der königlichen Theater sowie als Professor an der Technischen Hochschule tätig. Von 1904 bis 1905 baute er das Innere des von Karl Friedrich Schinkel entworfenen Berliner Schauspielhauses um. Zwischen 1908 und 1910 war er außerdem maßgeblich an den Planungen zum Neuen Königlichen Opernhaus Berlin beteiligt. Zusammen mit Brix betrieb Genzmer außerdem ein eigenes Architekturbüro in Berlin. Sie gewannen 1907 einen Wettbewerb für die Gestaltung der Berliner Gartenstadt Frohnau. Bis 1910 wurden die Entwürfe ausgeführt, heute steht das gesamte Gebiet unter Denkmalschutz. Zusammen mit Brix beteiligte sich Genzmer an zahlreichen weiteren Bauprojekten.
Seit 2011 trägt der Josef Brix und Felix Genzmer Park in Berlin-Frohnau seinen Namen und den seines Kollegen.

Bauten in Wiesbaden
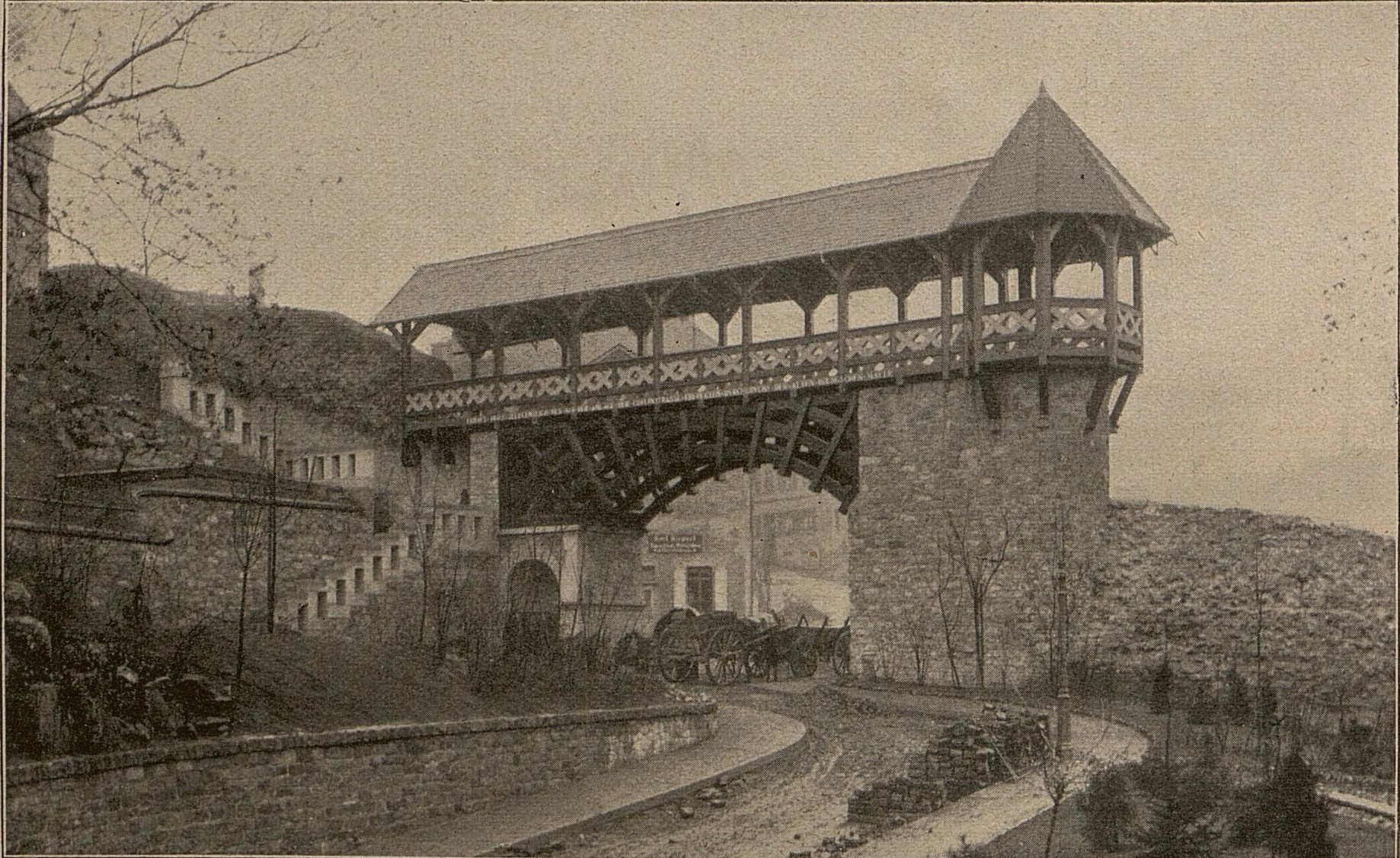
Römertor
Höhere Töchterschule am Schlossplatz (zerstört 1945)
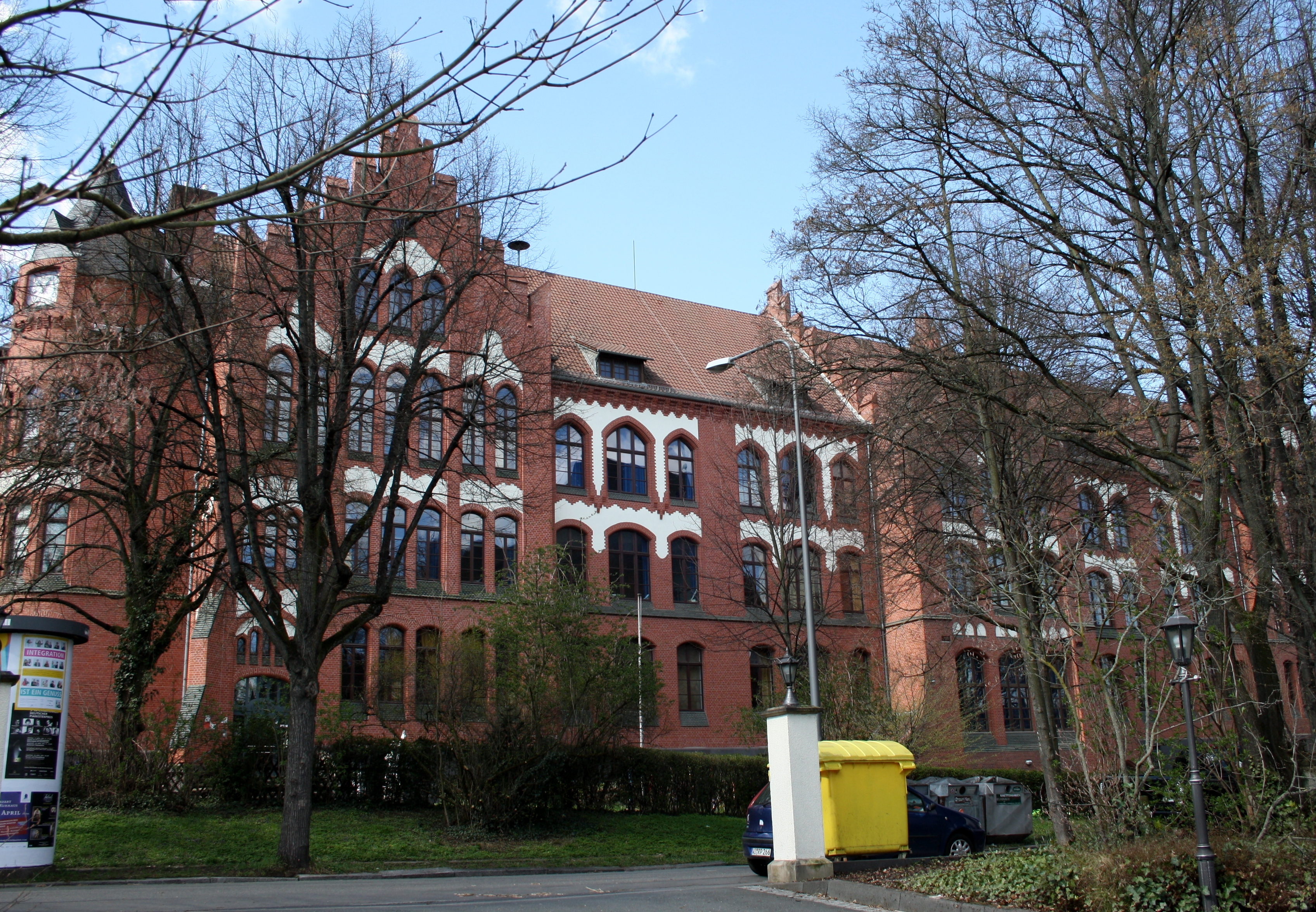
Gutenbergschule
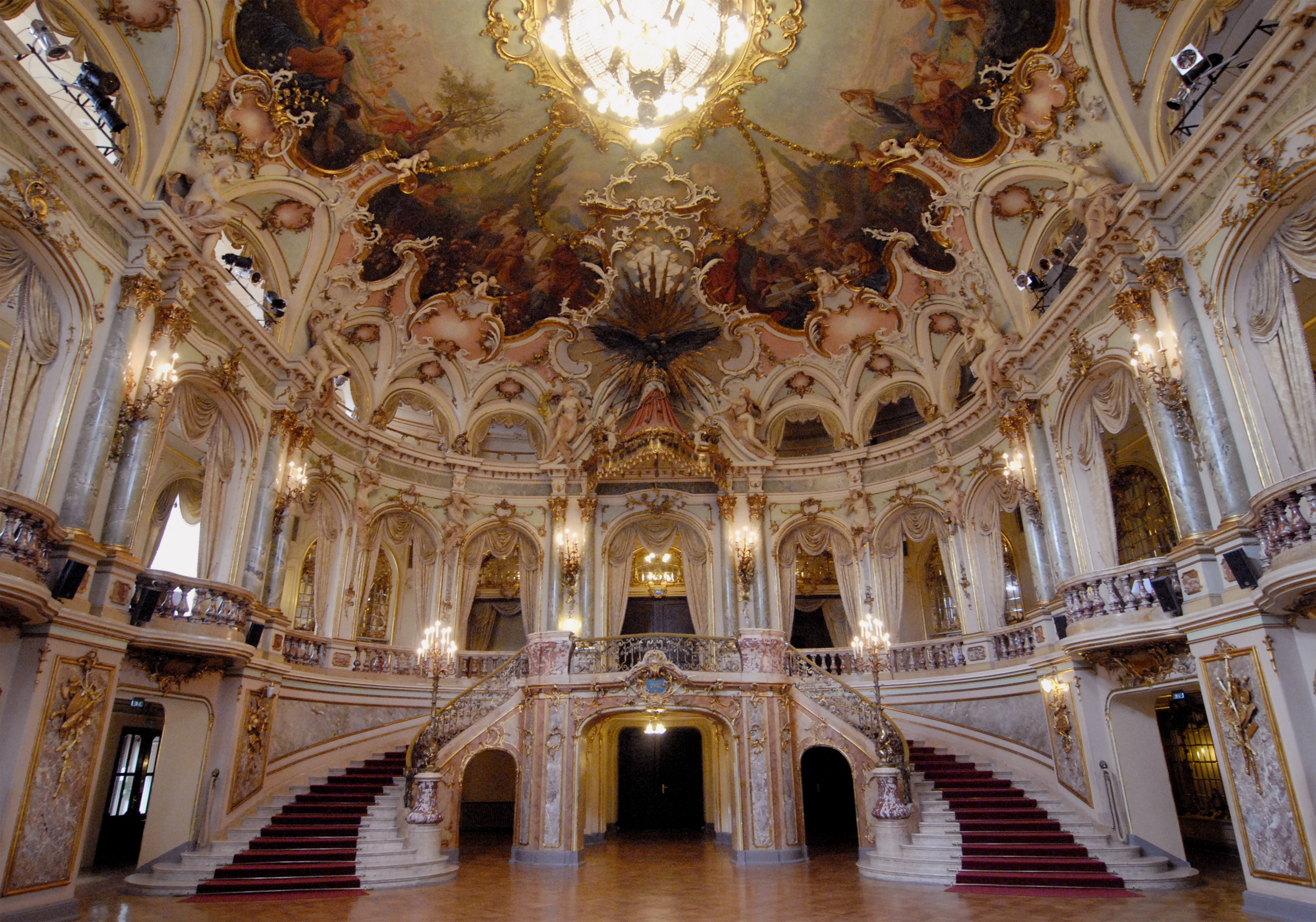
Foyer des Hessischen Staatstheaters

## Seminar für Städtebau
Brix und Genzmer leiteten ab dem Wintersemester 1907/1908 das Seminar für Städtebau an der Königlichen Technischen Hochschule zu Berlin mit jeweils acht Veranstaltungen mit eigenen oder Gastvorträgen im Jahr. Hierzu wurden bekannte Referenten wie Reinhard Baumeister, Rudolf Eberstadt, Josef Stübben, Albert Erich Brinckmann, Philipp Rappaport und andere eingeladen. Die Städtebaulichen Vorträge wurden in Vortragszyklen beim Verlag Ernst & Sohn veröffentlicht und bildeten seinerzeit die ersten grundlegenden Publikationen zum Themenfeld Städtebau. Das Seminar wurde nach Genzmer von Hermann Jansen (1922) und nach Brix von Hermann Ehlgoetz weitergeführt.

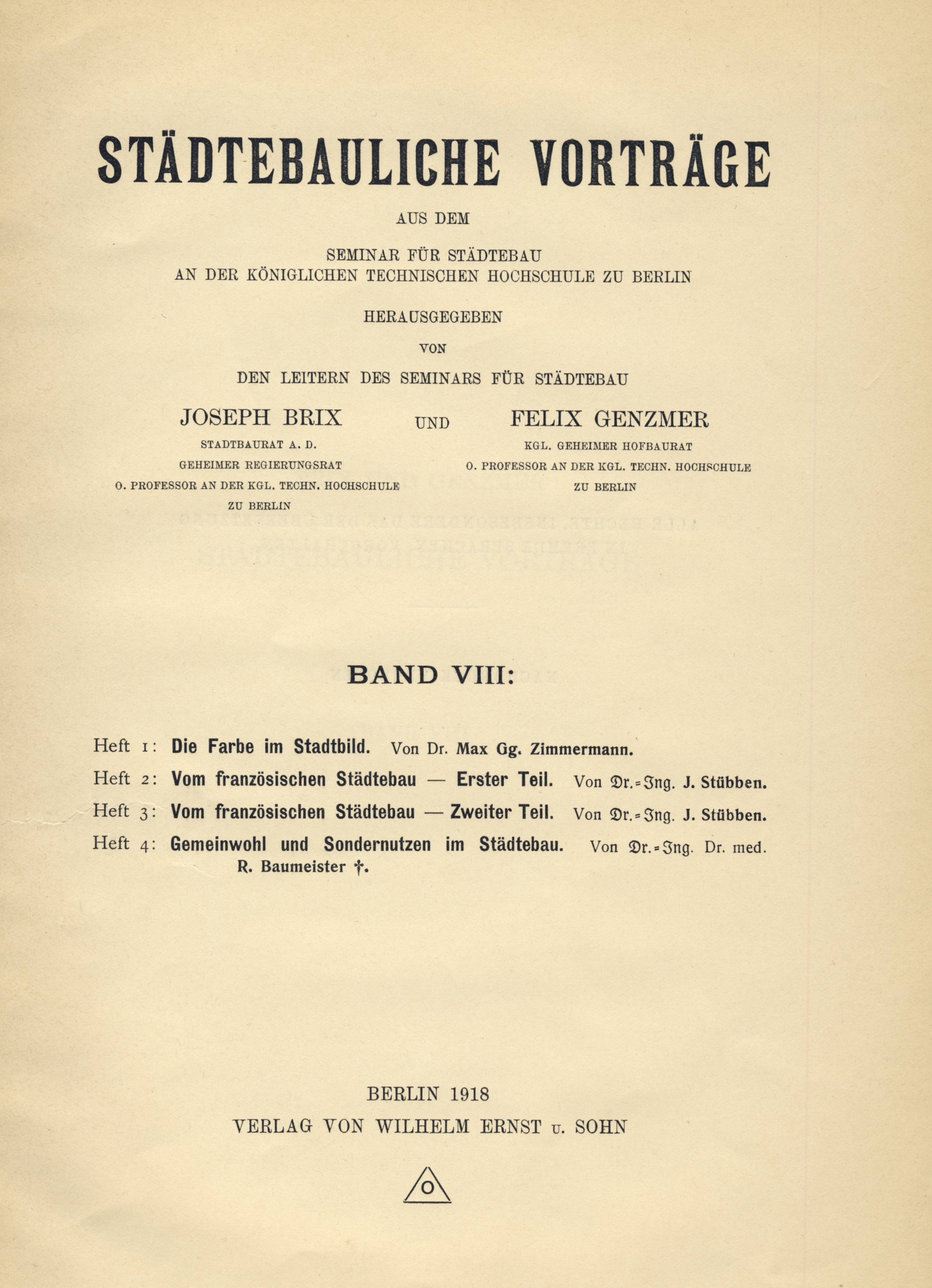
Städtebauliche Vorträge
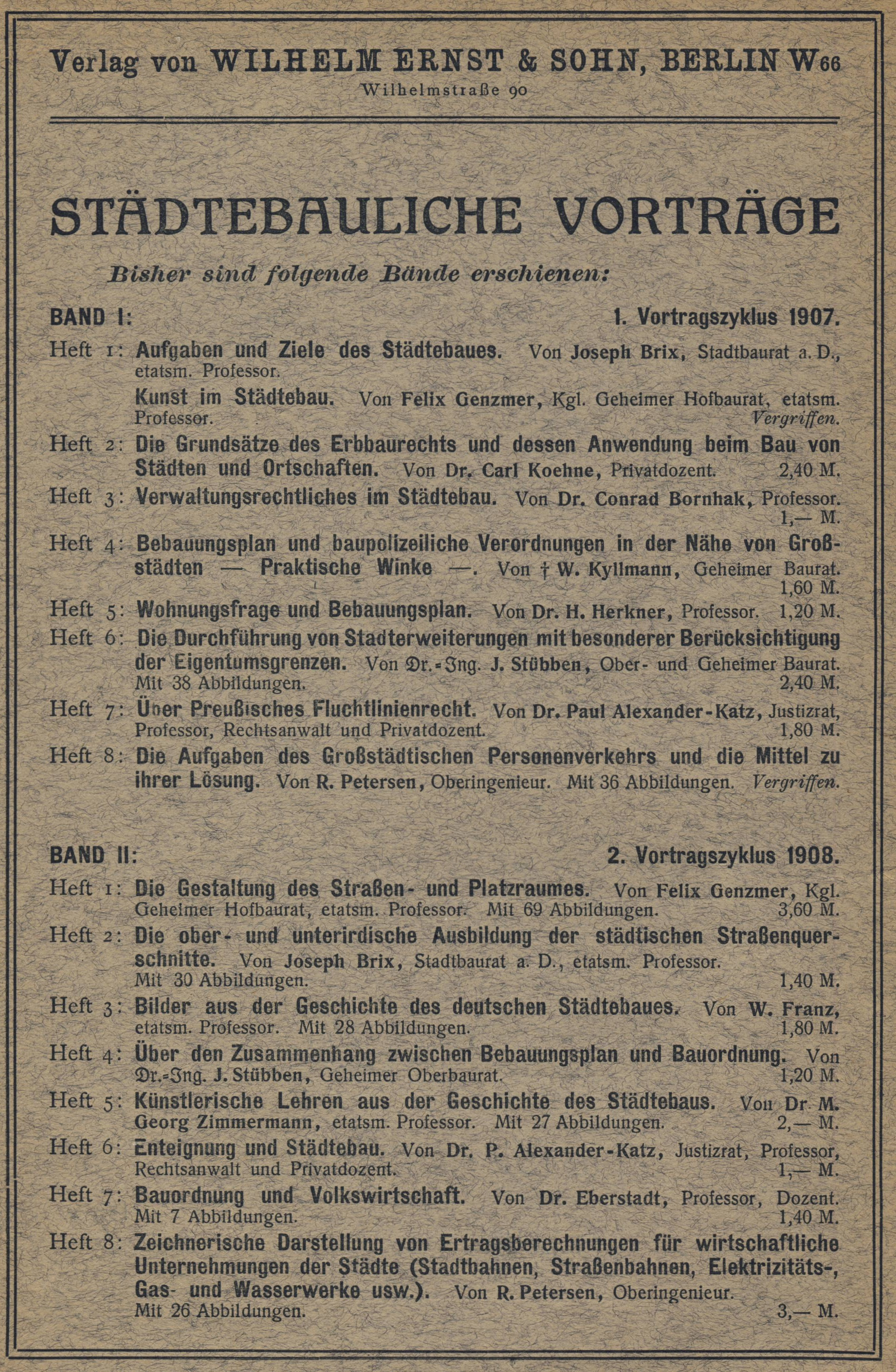
Themen 1907/1908
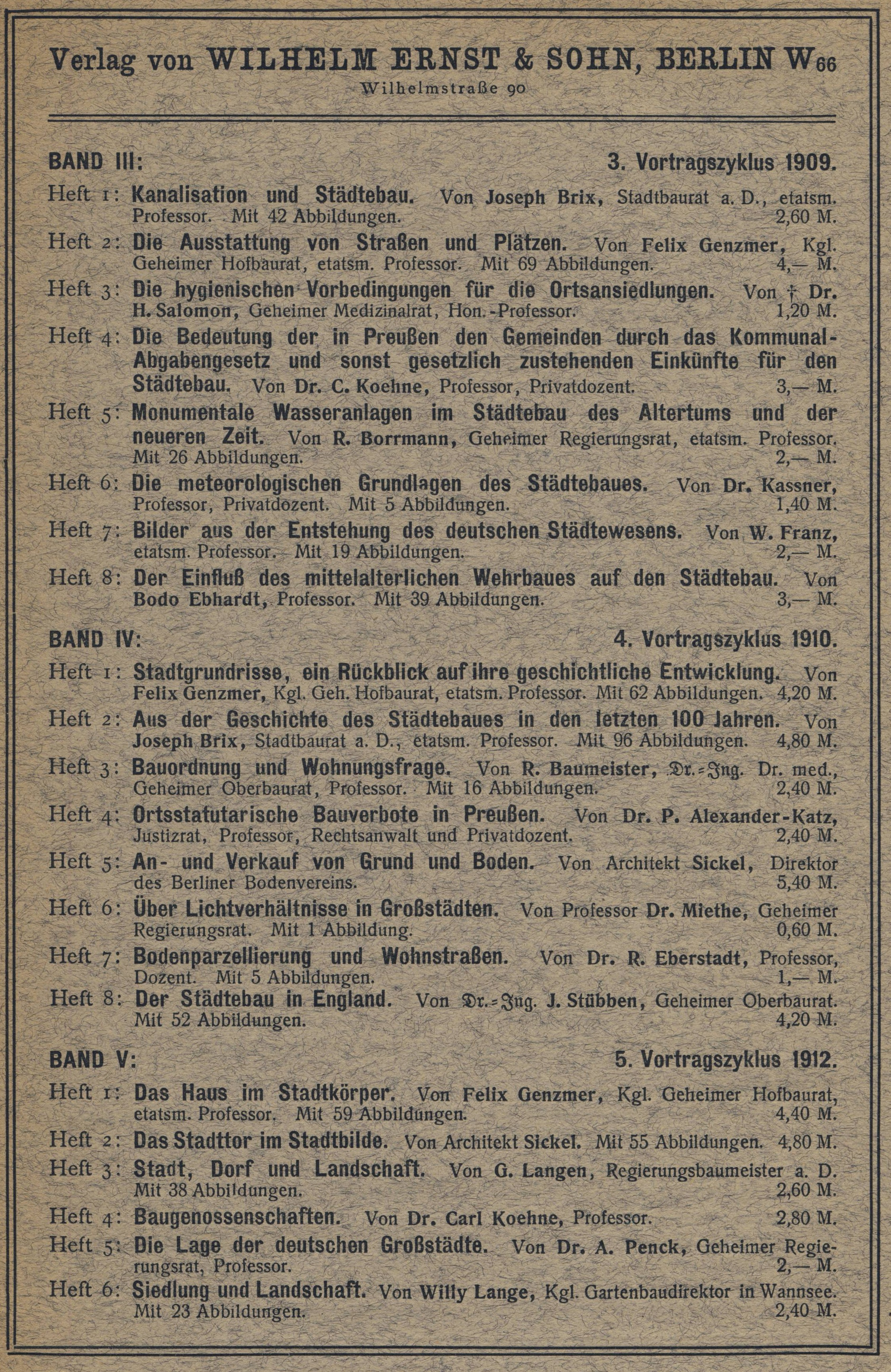
Themen 1909/1910/1911
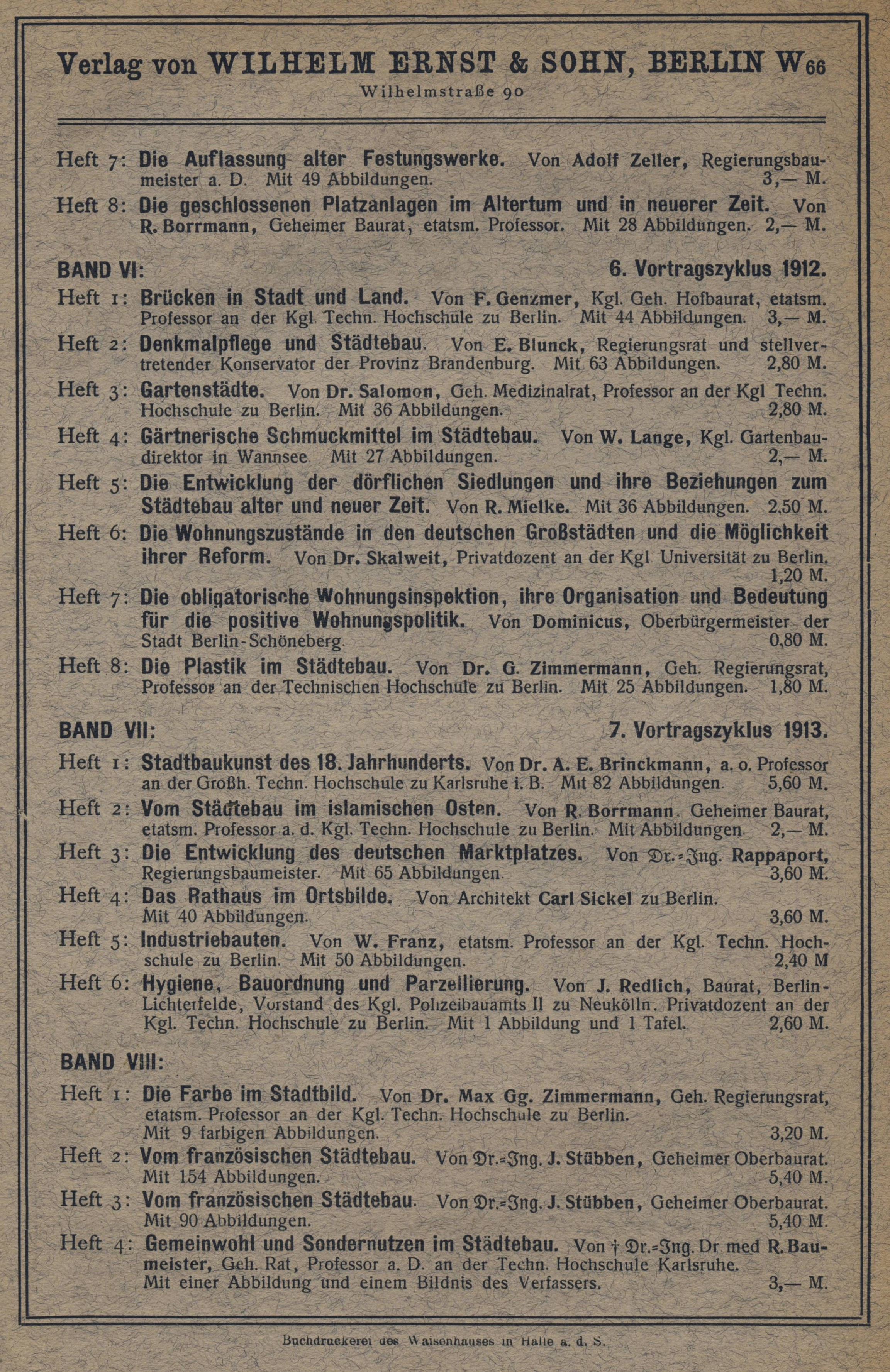
Themen 1912/1913/1914